# 航空戦闘軍団
航空戦闘軍団（こうくうせんとうぐんだん Air Combat Command,ACC）はアメリカ空軍における主要軍団の一つ。空軍参謀本部に直属し、傘下に4個航空軍を持つ。主に戦闘機や爆撃機などを運用し、直接的な戦闘行為を担当する。司令部はバージニア州ラングレー空軍基地に所在。1992年6月1日にアメリカ空軍の大規模再編に伴い設置された。

## 任務
航空戦闘軍団の任務は、主に直接的な戦闘能力を有する航空兵力を提供することにある。そのために、戦闘機や爆撃機、さらには偵察機などを運用している。
アメリカ統合戦力軍（USJFCOM）の空軍構成要素であり、USJFCOM隷下の他軍種部隊と同様、フォース・プロバイダーとしての性格が強く、構成部隊は各地域の統合軍の指揮により作戦を展開する。2011年に統合戦力軍が廃止されて以後、航空戦闘軍団の各隷下部隊は中央軍や南方軍などの各統合軍に移管された。人員数は109,000名以上、動員時には空軍州兵および空軍予備役軍団（主に第10空軍所属部隊）からも部隊派遣を受けることになる。
設立時には、戦術航空軍団から戦闘機や攻撃機を、戦略航空軍団から爆撃機を取り込み、軍事空輸軍団からも一部部隊を取り込んで編制された。2018年7月17日にはサイバー戦を担当する第24空軍を隷下部隊とした。2019年10月11日には隷下の第24空軍と第25空軍を統合して第16空軍とした。

## 主要部隊
- 第1空軍（北方空軍）
- 第9空軍（中央空軍）
- 第12空軍（南方空軍）
- 第16空軍（サイバー軍）
- アメリカ空軍戦闘センター